# کاهش ولف–کیشنر
کاهش ولف–کیشنر (به انگلیسی: Wolff–Kishner reduction) یک نام واکنش در شیمی آلی از نوع واکنش اکسایش و کاهش آلی است که طی آن گروه کربونیل موجود در یک ترکیب آلی در حضور یک محیط بازی، به یک گروه متیلن تبدیل می‌شود. این واکنش در سال‌های ۱۹۱۱ و ۱۹۱۲ توسط دو شیمیدان به نام‌های لودویگ ولف و نیکولای کیشنر کشف و توصیف گردید.

## مطالعه بیشتر
- Todd, D. The Wolff-Kishner Reduction. In Org. React. (eds. Adams, E.); John-Wiley & Sons, Inc.: London, 1948, 4, 378
- Hutchins, R. O. Reduction of C=X to CH2 by Wolff-Kishner and Other Hydrazone Methods. In Comp. Org. Synth. (eds. Trost, B. M., Fleming, I.); Pergamon: Oxford, 1991, 8, 327